# Tunney Hunsaker Bridge
Le Tunney Hunsaker Bridge est un pont en treillis du comté de Fayette, en Virginie-Occidentale, aux États-Unis. Ce pont routier permet à la Fayette Station Road de franchir la New River en amont du New River Gorge Bridge, dans le parc national et réserve de New River Gorge. Son nom est un hommage au boxeur Tunney Hunsaker.